# Puente de Tierra, Tlalpujahua
Puente de Tierra är en ort i Mexiko.   Den ligger i kommunen Tlalpujahua och delstaten Michoacán de Ocampo, i den sydöstra delen av landet, 120 km väster om huvudstaden Mexico City. Puente de Tierra ligger 2 877 meter över havet och antalet invånare är 256.
Terrängen runt Puente de Tierra är kuperad. Runt Puente de Tierra är det ganska tätbefolkat, med 185 invånare per kvadratkilometer. Närmaste större samhälle är El Oro de Hidalgo, 13,1 km nordost om Puente de Tierra. I omgivningarna runt Puente de Tierra växer huvudsakligen savannskog.